# Шайтанка (приток Северной Сосьвы)
Шайтанка — река в России, протекает по Берёзовскому району Ханты-Мансийского АО. Устье реки находится в 62 км по левому берегу реки Северная Сосьва. Длина реки составляет 37 км.
Берёт начало в болоте, протекает по берёзово-еловому лесу. В низовье имеет крутые склоны, ширину русла 20 м, глубину 2 м и песчаное дно. Нижний участок русла входит в зону половодья Северной Сосьвы.
В 17 км от устья справа впадает Малая Шайтанка.
Вдоль реки проходит зимник Сартынья—Берёзово.

## Данные водного реестра
По данным государственного водного реестра России относится к Нижнеобскому бассейновому округу, водохозяйственный участок реки — Северная Сосьва, речной подбассейн реки — Северная Сосьва. Речной бассейн реки — (Нижняя) Обь от впадения Иртыша.